# Serious Hits… Live!
Serious Hits… Live! ist das erste Livealbum des britischen Musikers Phil Collins aus dem Jahr 1990, das 2003 auch als Videoalbum erschien.

## Hintergrund
Wie der Titel des Albums andeutet, konzentriert sich die Auswahl der Titel der Urversion auf die erfolgreichsten Titel. Die einzelnen Aufnahmen entstammen unterschiedlichen Darbietungen während der Serious-Hits!-Tour.
Die DVD-Version dagegen enthält ein vollständiges Konzert, gegeben am 15. Juli 1990 in der Berliner Waldbühne, das durch anhaltenden Applaus nach Something Happened on the Way to Heaven unterbrochen wurde.
Als Bläsergruppe waren The Phenix Horns beteiligt.

## Titelliste

### Audio
1. Something Happened on the Way to Heaven – 4:59 (Collins/Stuermer)
2. Against All Odds (Take a Look at Me Now) – 3:28 (Collins)
3. Who Said I Would – 4:28 (Collins)
4. One More Night – 5:49 (Collins)
5. Don’t Lose My Number – 4:42 (Collins)
6. Do You Remember? – 5:40 (Collins)
7. Another Day in Paradise – 5:36 (Collins)
8. Separate Lives (feat. Bridgette Bryant) – 5:16 (Stephen Bishop)
9. In the Air Tonight – 6:35 (Collins)
10. You Can’t Hurry Love – 2:54 (Lamont Dozier/Eddie Holland/Brian Holland)
11. Two Hearts – 3:07 (Collins/Dozier)
12. Sussudio – 7:14 (Collins)
13. A Groovy Kind of Love – 3:30 (Carole Bayer Sager/Toni Wine)
14. Easy Lover – 4:46 (Philip Bailey/Collins/Nathan East)
15. Take Me Home – 8:39 (Collins)

### Video
CD 1
1. Hand in Hand
2. Hang In Long Enough
3. Against All Odds (Take a Look at Me Now)
4. Don’t Lose My Number
5. Inside Out
6. Do You Remember?
7. Who Said I Would
8. Another Day in Paradise
9. Separate Lives
10. Saturday Night and Sunday Morning / The West Side
11. That’s Just the Way It Is
12. Something Happened on the Way to Heaven

CD 2
1. Doesn’t Anybody Stay Together Anymore
2. One More Night
3. Colours
4. In the Air Tonight
5. (Band-Vorstellung)
6. You Can’t Hurry Love
7. Two Hearts
8. Sussudio
9. A Groovy Kind of Love
10. Easy Lover
11. Always
12. Take Me Home

## Mitwirkende

### The Serious Guys
- Phil Collins – Gesang, Piano, Schlagzeug
- Daryl Stuermer – Gitarre
- Chester Thompson – Schlagzeug
- Leland Sklar – Bass
- Brad Cole – Keyboards

### The Seriousettes
- Bridgette Bryant – Gesang
- Arnold McCuller – Gesang
- Fred White – Gesang

### Phenix Horns
- Don Myrick – Altsaxofon
- Louis „Lui Lui“ Satterfield – Posaune
- Rahmlee Michael Davis – Trompete
- Harry Kim – Trompete

## Rezeption
Kritiker Mike DeGagne gab drei von fünf Sternen auf Allmusic. Er lobte die Leidenschaft und Perfektion der Darbietung, kritisierte aber die unvollständigen Credits, die die beteiligten Musiker im Dunkeln lassen.

## Kommerzieller Erfolg

### Chartplatzierungen
| ChartsChartplatzierungen       | Höchstplatzierung | Wochen |
| ------------------------------ | ----------------- | ------ |
| Deutschland (GfK)              | 1 (74 Wo.)        | 74     |
| Österreich (Ö3)                | 2 (23 Wo.)        | 23     |
| Schweiz (IFPI)                 | 2 (28 Wo.)        | 28     |
| Vereinigte Staaten (Billboard) | 11 (97 Wo.)       | 97     |
| Vereinigtes Königreich (OCC)   | 2 (50 Wo.)        | 50     |

| ChartsJahrescharts (1991) | Platzierung |
| ------------------------- | ----------- |
| Deutschland (GfK)         | 3           |
| Österreich (Ö3)           | 8           |
| Schweiz (IFPI)            | 9           |

### Auszeichnungen für Musikverkäufe
Serious Hits… Live! wurde in Deutschland mit einer dreifachen Platin-Schallplatte für über 1,5 Millionen verkaufte Tonträger ausgezeichnet. Somit ist es nicht nur eines der meistverkauften Musikalben des Landes, sondern zusammen mit Westernhagens Live das meistverkaufte Livealbum in Deutschland.
| Land/Region                  | Auszeichnungen für Musikverkäufe (Land/Region, Auszeichnung, Verkäufe) | Verkäufe  |
| ---------------------------- | ---------------------------------------------------------------------- | --------- |
| Argentinien (CAPIF)          | 5× Platin                                                              | 300.000   |
| Australien (ARIA)            | 3× Platin                                                              | 210.000   |
| Brasilien (PMB)              | 3× Platin                                                              | 750.000   |
| Deutschland (BVMI)           | 3× Platin                                                              | 1.500.000 |
| Finnland (IFPI)              | Gold                                                                   | 41.520    |
| Frankreich (SNEP)            | Diamant                                                                | 1.000.000 |
| Japan (RIAJ)                 | Gold                                                                   | 100.000   |
| Kanada (MC)                  | 2× Platin                                                              | 200.000   |
| Neuseeland (RMNZ)            | 5× Platin                                                              | 75.000    |
| Niederlande (NVPI)           | Platin                                                                 | 100.000   |
| Österreich (IFPI)            | Platin                                                                 | 50.000    |
| Portugal (AFP)               | Platin                                                                 | 40.000    |
| Schweiz (IFPI)               | 3× Platin                                                              | 150.000   |
| Spanien (Promusicae)         | 2× Platin                                                              | 200.000   |
| Vereinigte Staaten (RIAA)    | 4× Platin                                                              | 4.000.000 |
| Vereinigtes Königreich (BPI) | 4× Platin                                                              | 1.200.000 |
| Insgesamt                    | 2× Gold · 37× Platin · 1× Diamant ·                                    | 9.916.520 |

Hauptartikel: Phil Collins/Auszeichnungen für Musikverkäufe